# Thelma Todd
Pour les articles homonymes, voir Todd.
Thelma Todd est une actrice américaine, née le 29 juillet 1906 à Lawrence (Massachusetts) et morte le 16 décembre 1935 à Pacific Palisades (Californie).
Interprète de plus de cinquante longs métrages de 1926 à 1935, elle est notamment connue pour ses rôles dans les comédies interprétées par les Marx Brothers, Monnaie de singe (1931) et Plumes de cheval (1932), ainsi que dans celles de Charley Chase, Buster Keaton ou encore Laurel et Hardy.
Elle meurt prématurément à l'âge de 29 ans, dans des conditions non élucidées.

## Biographie

### Les premières années
Thelma Alice Todd naît à Lawrence dans le Massachusetts, de Jim et Bertha Todd. Brillante élève, elle envisage de devenir enseignante. Alors qu'elle participe à des concours de beauté, elle est élue Miss Massachusetts en 1925, puis elle est remarquée par un découvreur de talents d'Hollywood. Elle fait partie des dix-neuf élèves de la première promotion de la Paramount Acting School dirigée par Jesse L. Lasky ayant ouvert ses portes à Astoria en juillet 1925, elle débute alors une carrière au cinéma.

### Carrière au cinéma
Durant la période du muet, Thelma Todd apparaît dans de nombreux seconds rôles qui mettent plus en valeur sa beauté que son jeu d'actrice. Avec le parlant, elle a l'occasion de jouer d'autres genres de rôles et signe un contrat avec le producteur Hal Roach, qui la fait jouer dans des films interprétés par des stars du cinéma comique tels que Harry Langdon, Charley Chase et Laurel et Hardy. En 1931, elle est, avec l'actrice Zasu Pitts, la vedette d'une série de comédies, Roach désirant créer une version féminine du tandem Laurel et Hardy. En 1933, Zasu Pitts quitte Roach, et elle est remplacée par Patsy Kelly. Dans cette série de courts métrages, Thelma joue souvent le rôle d’une jeune femme ayant toutes sortes de problèmes et faisant de son mieux pour rester calme et charmante, malgré les maladresses de sa partenaire.

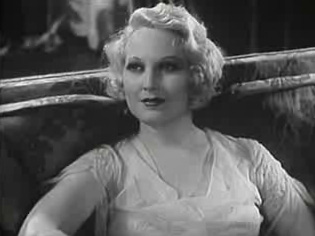
Thelma Todd dans Corsair (1931).

En 1931, elle entame une liaison adultérine avec le réalisateur Roland West et joue dans son film Corsair.
Thelma Todd est alors considérée comme une actrice confirmée, et Hal Roach la prête à d'autres studios pour donner la réplique à Bert Wheeler et Robert Woolsey, Buster Keaton, Joe E. Brown et les Marx Brothers. Elle apparaît aussi dans des films plus dramatiques, notamment dans la première version du Faucon maltais (1931, avec Ricardo Cortez dans le rôle de Sam Spade). Durant sa carrière, elle figure dans près de cent vingt films, courts et longs métrages confondus.
En 1932, elle épouse l'agent d'acteur Pat DiCicco, dont elle divorce en 1934.
En août 1934, elle ouvre un café à Pacific Palisades, le Thelma Todd Sidewalk Cafe, qui attire une clientèle composée de vedettes de Hollywood et de touristes.
Elle continue d’interpréter la série dont elle est la co-vedette puis, en 1935, joue dans La Bohémienne avec Laurel et Hardy. C'est son dernier film : toutes les scènes où elle doit apparaître ont pu être tournées avant sa mort, mais plusieurs d'entre elles ont été filmées à nouveau ; le producteur Roach a supprimé ses scènes de dialogue et a limité son apparition à un numéro musical.

### Une fin qui demeure inexpliquée
Le lundi 16 décembre 1935 au matin, Thelma Todd est retrouvée morte dans sa voiture, dans le garage de l'ex-actrice Jewel Carmen, également ex-épouse du compagnon et associé de Thelma, Roland West ; la maison de Jewell Carmen est située non loin du restaurant de Thelma. La cause de la mort est déclarée être due à un empoisonnement au monoxyde de carbone.
L'enquête de la police révèle qu'elle a passé sa dernière soirée dans un restaurant bien connu d'Hollywood, le Trocadero, où l'artiste Stanley Lupino et sa fille, l'actrice Ida Lupino, donnaient une fête. Là, elle a eu un bref mais vif échange avec son ex-mari, Pat DiCicco. Ses amis déclarent aux enquêteurs qu'elle était de bonne humeur et qu'ils ne voient aucune raison qui l'aurait poussée à se suicider. Les enquêteurs concluent en premier lieu à une mort accidentelle, elle aurait laissé tourner le moteur de sa voiture et se serait intoxiquée au monoxyde de carbone.
Certains détails (son visage et sa robe tachés de sang) amènent la police à envisager un acte criminel et son ex-mari, Pat DiCicco, son ami Roland West et le gangster Lucky Luciano (qui aurait vainement tenté de la racketter) sont un moment suspectés. Finalement, l'enquête conclut à une mort par suicide et son corps est incinéré sans qu’il y ait eu une seconde autopsie.
Une autre source rapporte qu'elle aurait eu une dispute avec Roland West la veille.
Elle est enterrée dans sa ville natale, au cimetière Bellevue de Lawrence.
Thelma Todd a son étoile sur le Walk of Fame au 6262 Hollywood Boulevard.

## Filmographie

### Longs métrages
- 1926 : Le Bel Âge (Fascinating Youth) de Sam Wood : Lorraine Lane
- 1926 : La Dernière Escale (God Gave me Twenty Cents) de Herbert Brenon
- 1927 : Rubber Heels de Victor Heerman
- 1927 : Sapeurs... sans reproche (Fireman, Save my Child) de A. Edward Sutherland
- 1927 : Nevada de John Waters
- 1927 : The Shield of Honor de Emory Johnson
- 1927 : Caballero (The Gay Defender) de Gregory La Cava : Ruth Ainsworth
- 1927 : Le Bâillon (The Noose) de John Francis Dillon :  Phyllis
- 1928 : Mon rabbin chez mon curé (Abie's Irish Rose) de Victor Fleming
- 1928 : Vamping Venus de Edward F. Cline : Venus
- 1928 : Heart to Heart de William Beaudine : Ruby Boyd
- 1928 : The Crash de Edward F. Cline : Daisy McQueen
- 1928 : La Maison hantée (The Haunted House) de Benjamin Christensen : L'infirmière
- 1928 : La Petite Dame du vestiaire (Naughty Baby) de Mervyn LeRoy
- 1929 : Les Sept empreintes de Satan (Seven Footprints to Satan) de Benjamin Christensen : Eve
- 1929 : Trial marriage de Erle C. Kenton : Grace Logan
- 1929 : La Maison hantée (House of Horror) de Benjamin Christensen
- 1929 : The Bachelor Girl de Richard Thorpe : Gladys
- 1929 : Careers de John Francis Dillon : Hortense
- 1929 : Her Private Life de Alexander Korda : Mrs Leslie
- 1930 : Son homme[5] (Her Man) de Tay Garnett : Nelly
- 1930 : Follow thru de Lloyd Corrigan et Laurence Schwab  : Mme Van Horn
- 1930 : Command Performance de Walter Lang : Lydia
- 1931 : No Limit, de Frank Tuttle : Betty Royce
- 1931 : Swanee River de Raymond Cannon : Caroline
- 1931 : The Hot Heiress de Clarence G. Badger : Lola
- 1931 : La Danseuse des dieux (Aloha) d'Albert S. Rogell : Winifred Bradford
- 1931 : Le Faucon maltais (The Maltese Falcon) de Roy Del Ruth : Iva Archer
- 1931 : Broadminded de Mervyn LeRoy : Gertie Gardner
- 1931 : Monnaie de singe (Monkey Business) de Norman Z. McLeod : Lucille Briggs
- 1931 : Corsair de Roland West : Alison Corning
- 1932 : The Big Timer (en) de Edward Buzzell : Kay Mitchell
- 1932 : La Belle Nuit (This Is the Night) de Frank Tuttle  : Claire Mathewson
- 1932 : Plumes de cheval (Horse Feathers) de Norman Z. McLeod : Connie Bailey
- 1932 : Le Professeur (Speak Easily) de Edward Sedgwick : Eleanor Espere
- 1932 : Klondike (The Doctor's sacrifice) de Phil Rosen : Klondike
- 1932 : Pancrace (Deception) de Lewis Seiler : Lola Del Mont
- 1932 : Fille de feu (Call Her Savage) de John Francis Dillon
- 1933 : Air Hostess (en) d'Albert S. Rogell : Sylvia Carleton
- 1933 : Cheating Blondes de Joseph Levering
- 1933 : Fra Diavolo (The Devil Brothers) de Hal Roach et Charley Rogers : Lady Pamela Rocburg
- 1933 : Mary Stevens, M.D. de Lloyd Bacon : Lois Rising
- 1933 : You Make Me Love You de Monty Banks : Pamela Berne
- 1933 : Sitting Pretty de Harry Joe Brown : Gloria Duval
- 1933 : L'Irrésistible (Son of a Sailor) de Lloyd Bacon : la baronne
- 1933 : Le Grand Avocat (Counsellor at Law) de William Wyler : Lillian La Rue
- 1934 : Palooka de Benjamin Stoloff : Trixie
- 1934 : Hips, Hips, Hooray de Mark Sandrich : Miss Frisby
- 1934 : The Poor Rich d'Edward Sedgwick
- 1934 : Tu seras star à Hollywood (Bottoms Up) de David Butler : Judith Marlowe
- 1934 : Coceyed Cavaliers de Mark Sandrich : Lady Genevieve
- 1934 : Take the Stand de Phil Rosen : Sally Oxford
- 1934 : Lightning Strikes Twice de Ben Holmes
- 1935 : After the Dance de Leo Boulgakov : Mabel Kane
- 1935 : Two for Tonight de Frank Tuttle : Lilly
- 1936 : La Bohémienne (The Bohemian Girl) de James W. Horne

### Courts métrages
- 1929 : On n'a pas l’habitude (Unaccustomed As We Are) de Lewis R. Foster et Hal Roach : Mme Kennedy
- 1929 : Hurdy Gurdy de Hal Roach
- 1929 : Snappy Sneezer de Warren Doane
- 1929 : Hotter than Hot de Lewis R. Foster
- 1929 : Look out Below de Stephen Roberts
- 1929 : Crazy Feet de Warren Doane
- 1929 : Sky Boy de Charles Rogers
- 1929 : Stepping Out de Warren Doane
- 1929 : The Head Guy de Fred Guiol
- 1930 : The Fighting Parson de Fred Guiol et Charles Rogers
- 1930 : Whispering Woopee -de James W. Horne : Miss Todd
- 1930 : All Teed Up d'Edgar Kennedy : Thelma
- 1930 : The Shrimp de Charles Rogers
- 1930 : The King de James W. Horne et Charles Rogers
- 1930 : Dollar Dizzy de James W. Horne : Thelma
- 1930 : Looser than Loose de James W. Horne : Thelma, la fiancée de Charley
- 1930 : Drôles de locataires (Another Fine Mess) de James Parrott : Lady Plumtree
- 1930 : High C's de James W. Horne : Antoinette
- 1930 : The Real McCoy de Warren Doane
- 1931 : Quand les poules rentrent au bercail (Chickens Come Home) de James W. Horne : Mme Hardy
- 1931 : The Pip from Pittsburgh de James Parrott : Thelma
- 1931 : Love fever de Robert F. McGowan : Thelma Todd
- 1931 : Rough Seas de James Parrott : Antoinette
- 1931 : Let's do Things de Hal Roach : « Pitts and Todd »
- 1931 : Catch As Catch Can de Marshall Neilan : « Pitts and Todd »
- 1931 : The Pajama Party de Hal Roach : « Pitts and Todd »
- 1931 : War Mamas de Marshall Neilan : « Pitts and Todd »
- 1931 : On the Loose de Hal Roach : « Pitts and Todd »
- 1932 : Seal Skins de Morey Lighfoot et Gilbert Pratt : « Pitts and Todd »
- 1932 : The Nickel Nurser de Warren Doane
- 1932 : Red Noses/Ladies in a Turkisch Bath de James W. Horne : « Pitts and Todd »
- 1932 : Strictly Unreliable de George Marshall : « Pitts and Todd »
- 1932 : The Old Bull de George Marshall : « Pitts and Todd »
- 1932 : Show Business de Jules White : « Pitts and Todd »
- 1932 : Alum and Eve de George Marshall : « Pitts and Todd »
- 1932 : Le Héros de l'Alaska de George Marshall : « Pitts and Todd »
- 1932 : Sneak Easily de Gus Meins : « Pitts and Todd »
- 1932 : The Voice of Hollywood N°13 de Mack d'Agostino : caméo
- 1932 : Asleep in the Fleet de Gus Meins : « Pitts and Todd »
- 1932 : Maids à la Mode de Gus Meins : « Pitts and Todd »
- 1933 : The Bargain of the Century de Charley Chase : « Pitts and Todd »
- 1933 : One Track Minds de Gus Meins : « Pitts and Todd »
- 1933 : Beauty and the Bus de Gus Meins : « Todd and Kelly »
- 1933 : Backs to Nature de Gus Meins : « Todd and Kelly »
- 1933 : Air Fright de Gus Meins : « Todd and Kelly »
- 1934 : Babes in the Goods de Gus Meins : « Todd and Kelly »
- 1934 : Soup and Fish de Gus Meins : « Todd and Kelly »
- 1934 : Maid in Hollywood de Gus Meins : « Todd and Kelly »
- 1934 : I'll Be Suying You de Gus Meins : « Todd and Kelly »
- 1934 : Three Chumps Ahead de Gus Meins : « Todd and Kelly »
- 1934 : One Horse Farmers de Gus Meins : « Todd and Kelly »
- 1934 : Opened by Mistake de James Parrott : « Todd and Kelly »
- 1934 : Done in Oil de Gus Meins : « Todd and Kelly »
- 1934 : Bum Voyage de Nick Grinde : « Todd and Kelly »
- 1935 : Treasure Blues de James Parrott : « Todd and Kelly »
- 1935 : Sing, Sister, Sing de James Parrott : « Todd and Kelly »
- 1935 : The Tin Man de James Parrott : « Todd and Kelly »
- 1935 : The Misses Stooge de James Parrott : « Todd and Kelly »
- 1935 : Slightly Static de William H. Terhune : « Todd and Kelly »
- 1935 : Twin Triplets de William H. Terhune : « Todd and Kelly »
- 1935 : Hot Money de James W. Horne : « Todd and Kelly »
- 1935 : Top Flat de Jack Jevne (en) et William H. Terhune : « Todd and Kelly »
- 1935 : All-American Toothache de Gus Meins : « Todd and Kelly »

### Film sur Thelma Todd
- 1991 : White Hot : The Mysterious Murder of Thelma Todd, téléfilm américain de Paul Wendkos

### Sources et bibliographie
- (en) Cet article est partiellement ou en totalité issu de l’article de Wikipédia en anglais intitulé « Thelma Todd » (voir la liste des auteurs).
- (en) Andy Edmonds, Hot Toddy: The True Story of Hollywood's Most Sensational Murder, New York, William Morrow and Co., 1989  (ISBN 0688080618 et 978-0688080617)
- Nausica Zaballos, Crimes et Procès sensationnels à Los Angeles, chapitre Mourir à Pacific Palisades, Éditions Edite, novembre 2011 (récit de la mort de Thelma Todd et de l'instruction de l'enquête)
- (en) William Donati, The Life and Death of Thelma Todd, Jefferson, McFarland & Co., 2012  (ISBN 0786488174 et 978-0786488179)